# 越南擬鰶
越南擬鰶（學名：Pseudohemiculter pacboensis），為輻鰭魚綱鯉形目鲴科拟䱗属的其中一種。分布於亞洲越南淡水流域，棲息在河川底中層水域，生活習性不明。

## 扩展阅读
維基物種上的相關：越南擬鰶